# 안나 델로 루소
안나 델로 루소(Anna Dello Russo, 1962년 4월 16일 ~ )는 이탈리아의 잡지 편집자, 패션 언론인이다. 일본 보그의 편집장이다.